# Rhomphaea tanikawai
Rhomphaea tanikawai är en spindelart som beskrevs av Yoshida 200. Rhomphaea tanikawai ingår i släktet Rhomphaea och familjen klotspindlar. Inga underarter finns listade i Catalogue of Life.